# Alain Robillard
Alain Robillard, né le 28 avril 1962, est un scénariste et metteur en scène français. Il est également auteur et compositeur de chansons.

## Biographie
Après des études scientifiques et une incursion dans le rock alternatif, Alain Robillard travaille comme photographe, assistant réalisateur et monteur, avant de commencer sa carrière à la télévision comme scénariste de polars ("Navarro", "Quai numéro 1").
Après un séjour à Rome comme pensionnaire de la Villa Médicis, il devient directeur artistique de la série «les Cordier Juge et Flic» avant de créer plusieurs séries : "Les Duettistes" (TF1), 'Les Bleus" (M6) (en collaboration Alain Tasma et Stéphane Giusti), "la Famille Katz" (France 2) (en collaboration avec Thalia Rebinsky) et "Nina" (France 2). Il est également réalisateur et co-scénariste de plusieurs comédies (dont "Nuages" (France 3) avec Bérénice Béjo et "le Monsieur d'en Face" (TF1) avec Yves Rénier).

## Filmographie

### Réalisations pour la télévision
- 2003 : Le Roman de Georgette (France 2) avec Charlotte Kady et Bernard Yerlès
- 2005 : Quai N°1 - Frères d'armes (France 2) avec Astrid Veillon et Rémi Martin
- 2006 : Nuages (France 3) avec Bérénice Bejo, Jérémie Covillault et Guillaume Cramoisan
- 2006 : Le Monsieur d'en face (TF1) avec Ingrid Chauvin et Yves Rénier
- 2007 : Rock'N'Roll Circus (France 3) avec Bruno Wolkowitch & Valentina Sauca

### Scénarios pour la télévision
- 1991 : Navarro - Les chasse-neige – Saison 3 (TF1)
- 1991 : Navarro - Dans les cordes – Saison 3 (TF1)
- 1992 : Navarro - Le dernier casino – Saison 4 (TF1)
- 1992 : Léo et Léa (France 2), collection de comédies, 52 x 26'
- 1993 : Navarro - Coupable, je présume ? – Saison 5 (TF1)
- 1993 : La porte du ciel (France 3 - M6)
- 1996 : Les Cordier, juge et flic - Refaire sa vie
- 1997 : Les Cordier, juge et flic - Le petit frère
- 1999 : Le record (France 3 - Arte)
- 1999 : Les duettistes - Une dette mortelle (TF1)
- 1999 : Justice - Épisode 2 (TF1)
- 2000 : Un enfant, un secret (France 2)
- 2000 : Les duettistes 2 - Les oiseaux de passages (TF1)
- 2000 : Angèle Dust et les machines
- 2002 : Quai N°1 - La voiture 13 (France 2)
- 2002 : Division d'honneur (France 3)
- 2003 : Tueurs de flics (Marion Jourdan) (TF1)
- 2003 : Quai N°1 - Les liens du sang (France 2)
- 2003 : Quai N°1 - 24 heures gare du Nord (France 2)
- 2004 : Les Cordier, juge et flic - Faux départ (TF1)
- 2004 : Quai N°1 - Le bout du tunnel (France 2)
- 2005 : Nuages - Co-scénariste avec Alain Le Henry
- 2006 : Les Bleus, premiers pas dans la police (pilote) (M6) - créateur de la série avec Alain Tasma
- 2006 : Le Monsieur d'en face (TF1)
- 2007 : Rock'n Roll Circus (France 3)
- 2007 : Les Bleus, premiers pas dans la police (M6)
- 2007 : Châtelet - Les Halles (M6)
- 2009 : Camping Paradis - Trois étoiles au camping  (TF1)
- 2010 : Camping Paradis - Magique Camping  (TF1)
- 2011 : Doc Martin - la nuit de l'amour (TF1)
- 2013 : La Famille Katz (France 2)
- 2015 : Nina (France 2)

### Scénarios pour la radio
- La saison des mouches, collection “Microfilms” - Radio France
- Collection "Les petits polars de Claude Chabrol" - Radio France
  - La suite de Fibonacci
  - Piazza Colonna
  - Jours de flics

### Courts-Métrages
- 1987 : Duo (court métrage)
- 1989 : 180 événements dans mon jardin (court métrage d’animation)
- 1994 : Encres d'automne (court métrage)

## Prix
- "Les Bleus" prix de la meilleure série au festival de télévision Luchon et au festival de télévision de La Rochelle, trophée télévision du Film Français.
- "Les Duettistes" (prix de la meilleure série au festival du film policier de Cognac et au festival de télévision de St Tropez)